# Grand Prix Rakouska 1978
Grand Prix Rakouska 1978 (oficiálně XVI Großer Preis von Österreich) se jela na okruhu Österreichring ve Spielbergu v Rakousku dne 13. srpna 1978. Závod byl dvanáctým v pořadí v sezóně 1978 šampionátu Formule 1.

## Závod
| Poř.   | No. | Jezdec                | Konstruktér        | Počet kol | Čas/Odstoupení   | Pořadí na startu | Body |
| ------ | --- | --------------------- | ------------------ | --------- | ---------------- | ---------------- | ---- |
| 1      | 6   | Ronnie Peterson       | Lotus-Ford         | 54        | 1:41:21.57       | 1                | 9    |
| 2      | 4   | Patrick Depailler     | Tyrrell-Ford       | 54        | +47.44           | 13               | 6    |
| 3      | 12  | Gilles Villeneuve     | Ferrari            | 54        | +1:39.76         | 11               | 4    |
| 4      | 14  | Emerson Fittipaldi    | Fittipaldi-Ford    | 53        | +1 kolo          | 6                | 3    |
| 5      | 26  | Jacques Laffite       | Ligier-Matra       | 53        | +1 kolo          | 5                | 2    |
| 6      | 19  | Vittorio Brambilla    | Surtees-Ford       | 53        | +1 kolo          | 21               | 1    |
| 7      | 2   | John Watson           | Brabham-Alfa Romeo | 53        | +1 kolo          | 10               |      |
| 8      | 30  | Brett Lunger          | McLaren-Ford       | 52        | +2 kola          | 17               |      |
| 9      | 31  | René Arnoux           | Martini-Ford       | 52        | +2 kola          | 26               |      |
| NC     | 17  | Clay Regazzoni        | Shadow-Ford        | 50        | +4 kola          | 22               |      |
| NC     | 32  | Keke Rosberg          | Wolf-Ford          | 49        | +5 kol           | 25               |      |
| DSQ    | 22  | Derek Daly            | Ensign-Ford        | 41        | Ulitý start      | 19               |      |
| Ret    | 8   | Patrick Tambay        | McLaren-Ford       | 40        | Nehoda           | 14               |      |
| Ret    | 16  | Hans-Joachim Stuck    | Shadow-Ford        | 33        | Nehoda           | 23               |      |
| Ret    | 15  | Jean-Pierre Jabouille | Renault            | 31        | Převodovka       | 3                |      |
| DSQ    | 11  | Carlos Reutemann      | Ferrari            | 28        | Ulitý start      | 4                |      |
| Ret    | 1   | Niki Lauda            | Brabham-Alfa Romeo | 27        | Nehoda           | 12               |      |
| Ret    | 3   | Didier Pironi         | Tyrrell-Ford       | 20        | Nehoda           | 9                |      |
| Ret    | 7   | James Hunt            | McLaren-Ford       | 7         | Nehoda           | 8                |      |
| Ret    | 27  | Alan Jones            | Williams-Ford      | 7         | Nehoda           | 15               |      |
| Ret    | 35  | Riccardo Patrese      | Arrows-Ford        | 7         | Nehoda           | 16               |      |
| Ret    | 23  | Harald Ertl           | Ensign-Ford        | 7         | Nehoda           | 24               |      |
| Ret    | 25  | Héctor Rebaque        | Lotus-Ford         | 4         | Nehoda           | 18               |      |
| Ret    | 29  | Nelson Piquet         | McLaren-Ford       | 4         | Nehoda           | 20               |      |
| Ret    | 20  | Jody Scheckter        | Wolf-Ford          | 3         | Nehoda           | 7                |      |
| Ret    | 5   | Mario Andretti        | Lotus-Ford         | 0         | Nehoda           | 2                |      |
| DNQ    | 37  | Arturo Merzario       | Merzario-Ford      |           |                  |                  |      |
| DNQ    | 9   | Jochen Mass           | ATS-Ford           |           |                  |                  |      |
| DNQ    | 18  | Rupert Keegan         | Surtees-Ford       |           |                  |                  |      |
| DNQ    | 10  | Hans Binder           | ATS-Ford           |           |                  |                  |      |
| DNPQ   | 36  | Rolf Stommelen        | Arrows-Ford        |           |                  |                  |      |
| PO     | 18  | Brian Henton          | Surtees-Ford       |           | Vůz řídil Keegan |                  |      |
| Zdroj: |     |                       |                    |           |                  |                  |      |

## Průběžné pořadí po závodě
Pohár jezdců
| Pořadí | Jezdec            | Body |
| ------ | ----------------- | ---- |
| 1      | Mario Andretti    | 54   |
| 2      | Ronnie Peterson   | 45   |
| 3      | Patrick Depailler | 32   |
| 4      | Carlos Reutemann  | 31   |
| 5      | Niki Lauda        | 31   |
| Zdroj: |                   |      |

Pohár konstruktérů
| Pořadí | Konstruktér        | Body |
| ------ | ------------------ | ---- |
| 1      | Lotus-Ford         | 76   |
| 2      | Brabham-Alfa Romeo | 40   |
| 3      | Tyrrell-Ford       | 36   |
| 4      | Ferrari            | 35   |
| 5      | Ligier-Matra       | 16   |
| Zdroj: |                    |      |